# Lysippides caeca
Lysippides caeca är en ringmaskart som beskrevs av Holthe 2000. Lysippides caeca ingår i släktet Lysippides och familjen Ampharetidae. Inga underarter finns listade i Catalogue of Life.